# I-新聞記者ドキュメント-
『i-新聞記者ドキュメント-』（アイ しんぶんきしゃドキュメント）は、2019年制作の日本のドキュメンタリー映画。
官邸記者会見で質問を投げかけ続ける様子が話題を呼んだ東京新聞記者望月衣塑子が、辺野古基地移設問題や森友学園問題、伊藤詩織準強姦事件、加計学園問題などの取材に臨む姿に密着した社会派ドキュメント。監督は森達也。

## 概要
森達也監督による、東京新聞社会部記者望月衣塑子を追ったドキュメンタリー作品である。タイトルの「i」は一人称単数に由来するとされる。
既存メディアからは異端視されながらも、官邸記者会見で鋭い質問を投げかける東京新聞社会部記者望月衣塑子が、記者として取材を行う姿を中心に据え、時の官房長官菅義偉や前川喜平、籠池夫妻など、本作の撮影開始以前から撮影期間中にメディアに登場した渦中の人間が登場する。
2019年6月公開の『新聞記者』をプロデュースした河村光庸が、企画製作、エグゼクティヴプロデューサーを務めた。

## スタッフ
- 監督：森達也
- 企画・製作・エグゼクティブプロデューサー：河村光庸
- プロデューサー：石山成人、飯田雅裕
- 監督補：小松原茂幸
- 撮影：小松原茂幸、森達也
- 編集：鈴尾啓太
- オンラインエディター：池田聡
- ミキサー：富永憲一
- 音楽：MARTIN
- 制作・配給：スターサンズ
- 製作：『i ―新聞記者ドキュメント―』製作委員会（スターサンズ、朝日新聞社）

## 出演者
- 望月衣塑子
- 森達也
- 前川喜平
- 伊藤詩織
- 籠池泰典
- 籠池諄子
- 南彰
- 金平茂紀
- パトリック・ハーラン
- 堀潤
- 吉田豪
- 玉城デニー
- 安倍晋三
- 菅義偉
- 上村秀紀
- 佐川宣寿
- 岩屋毅
- 秋山豊寛
- 麻生太郎
- 新藤義孝
- 長勢甚遠
- 稲田朋美
- 神保哲生
- 上杉隆
- 保坂展人
- 日野行介
- 鈴木耕
- ピオ・デミリア
- デイビッド・マクニール
- 柏崎智子
- 志位和夫
- 山口敬之
- 丸川珠代
- 萩生田光一
- 丸山和也
- 片桐圭子
- 作田裕史
- 喜多徹信
- 田中朋芳
- 井上主勇
- Khaldon Azhari
- 石嶺香織
- 佐久田吉記
- 清水早子
- 神戸金史

## 評価
- 第32回東京国際映画祭 日本映画スプラッシュ部門 作品賞
- 第93回キネマ旬報ベスト・テン 文化映画ベスト*テン第1位
- 日本映画ペンクラブ賞 文化映画部門2019年ベスト1